# Liste der Einträge im National Register of Historic Places im Benton County (Oregon)
Liste der Einträge im National Register of Historic Places in Benton County (Oregon) in das National Register of Historic Places eingetragenen Gebäude, Bauwerke, Objekte, Stätten oder historischen Distrikte.

## Auflistung
| [ 1 ] | Name                                                   | Bild                                                   | Eintragsdatum                 | Lage | Ort                  | Beschreibung |
| ----- | ------------------------------------------------------ | ------------------------------------------------------ | ----------------------------- | --- | -------------------- | --- |
| 1     | Avery–Helm Historic District                           | weitere Bilder                                         | 27. Jan. 2000 ID-Nr. 99001716 | Etwa zwischen SW 2nd, 6th und Jefferson Streets sowie Highway 20/34 Bypass (Karte) 44° 33′ 32,3″ N, 123° 15′ 57,6″ W | Corvallis            | |
| 2     | Benton County Courthouse                               | weitere Bilder                                         | 30. Jan. 1978 ID-Nr. 78002278 | NW 4th St. zwischen Jackson und Monroe Sts. 44° 33′ 54,9″ N, 123° 15′ 43,8″ W                                        | Corvallis            | |
| 3     | Benton County State Bank Building                      | Benton County State Bank Building                      | 7. März 1979 ID-Nr. 79002035  | 155 SW Madison Ave. 44° 33′ 48″ N, 123° 15′ 31″ W                                                                    | Corvallis            | |
| 4     | George W. Bethers House                                | George W. Bethers House                                | 12. Aug. 1997 ID-Nr. 97000590 | 225 N. 8th St. 44° 32′ 30″ N, 123° 22′ 29,9″ W                                                                       | Philomath            | |
| 5     | John Bexell House                                      | John Bexell House                                      | 26. Feb. 1992 ID-Nr. 92000064 | 3009 NW Van Buren Ave. 44° 34′ 15,3″ N, 123° 17′ 5,7″ W                                                              | Corvallis            | |
| 6     | Dr. Ralph Lyman Bosworth House                         | Dr. Ralph Lyman Bosworth House                         | 9. Dez. 1981 ID-Nr. 81000471  | 833 NW Buchanan Ave. 44° 34′ 32″ N, 123° 15′ 34″ W                                                                   | Corvallis            | |
| 7     | J. R. Bryson House                                     | J. R. Bryson House                                     | 15. Nov. 1979 ID-Nr. 79002036 | 242 NW 7th St. 44° 34′ 3″ N, 123° 15′ 47″ W                                                                          | Corvallis            | |
| 8     | Burnap–Rickard House                                   | Burnap–Rickard House                                   | 1. Aug. 1984 ID-Nr. 84002931  | 518 SW 3rd St. 44° 33′ 36,2″ N, 123° 15′ 48,1″ W                                                                     | Corvallis            | |
| 9     | Camp Arboretum Sign Shop                               | Camp Arboretum Sign Shop                               | 25. Juni 2008 ID-Nr. 08000544 | 8592–8399 NW Peavy Arboretum 44° 39′ 21,9″ N, 123° 13′ 58,5″ W                                                       | Corvallis (Umgebung) | |
| 10    | Jesse H. Caton House                                   | Jesse H. Caton House                                   | 27. Sep. 1979 ID-Nr. 79002037 | 602 NW 4th St. 44° 34′ 12″ N, 123° 15′ 30″ W                                                                         | Corvallis            | |
| 11    | Children’s Farm Home School                            | Children’s Farm Home School                            | 25. März 2008 ID-Nr. 08000254 | 4455 US 20 NE 44° 36′ 34″ N, 123° 12′ 54″ W                                                                          | Corvallis (Umgebung) | |
| 12    | College Hill West Historic District                    | weitere Bilder                                         | 1. Aug. 2002 ID-Nr. 02000827  | Roughly bounded by NW Johnson, Polk, Arnold and 36th 44° 34′ 15,5″ N, 123° 17′ 8,7″ W                                | Corvallis            | |
| 13    | Corvallis Hotel                                        | Corvallis Hotel                                        | 10. Sep. 1987 ID-Nr. 87001533 | 201–211 SW Second St. 44° 33′ 47″ N, 123° 15′ 32″ W                                                                  | Corvallis            | |
| 14    | Crystal Lake Cemetery                                  | Crystal Lake Cemetery                                  | 16. Juni 2004 ID-Nr. 04000613 | 1945 SE Crystal Lake Dr. 44° 32′ 52″ N, 123° 15′ 12″ W                                                               | Corvallis            | |
| 15    | Episcopal Church of the Good Samaritan                 | Episcopal Church of the Good Samaritan                 | 10. Sep. 1971 ID-Nr. 71000677 | 700 SW Madison Ave. 44° 33′ 52″ N, 123° 15′ 54″ W                                                                    | Corvallis            | |
| 16    | J. Leo Fairbanks House                                 | J. Leo Fairbanks House                                 | 14. Feb. 1985 ID-Nr. 85000290 | 316 NW 32nd 44° 34′ 16,1″ N, 123° 17′ 13,4″ W                                                                        | Corvallis            | |
| 17    | Dr. George R. Farra House                              | Dr. George R. Farra House                              | 9. Dez. 1981 ID-Nr. 81000472  | 660 SW Madison Ave. 44° 33′ 52″ N, 123° 15′ 51″ W                                                                    | Corvallis            | |
| 18    | John Fiechter House                                    | weitere Bilder                                         | 11. Apr. 1985 ID-Nr. 85000789 | Finley Road, William L. Finley National Wildlife Refuge 44° 25′ 11,3″ N, 123° 19′ 27,8″ W                            | Corvallis (Umgebung) | |
| 19    | First Congregational Church                            | First Congregational Church                            | 9. Dez. 1981 ID-Nr. 81000473  | 760 SW Madison Avenue 44° 33′ 51,9″ N, 123° 15′ 59,6″ W                                                              | Corvallis            | |
| 20    | Fort Hoskins Site                                      | weitere Bilder                                         | 1. Mai 1974 ID-Nr. 74001672   | 38150 Hoskins Road 44° 40′ 36,7″ N, 123° 27′ 43″ W                                                                   | Kings Valley         | |
| 21    | Charles Gaylord House                                  | Charles Gaylord House                                  | 21. Juni 1991 ID-Nr. 91000805 | 600 NW Seventh St. 44° 34′ 13,6″ N, 123° 15′ 46,6″ W                                                                 | Corvallis            | |
| 22    | Hannah and Eliza Gorman House                          | weitere Bilder                                         | 24. Feb. 2015 ID-Nr. 15000045 | 641 NW 4th Street 44° 34′ 12,3″ N, 123° 15′ 31,9″ W                                                                  | Corvallis            | |
| 23    | Hadley–Locke House                                     | Hadley–Locke House                                     | 21. Dez. 1981 ID-Nr. 81000474 | 704 NW 9th St. 44° 34′ 19″ N, 123° 15′ 48″ W                                                                         | Corvallis            | |
| 24    | Harris Bridge                                          | weitere Bilder                                         | 29. Nov. 1979 ID-Nr. 79002040 | Westlich von Wren 44° 34′ 48,1″ N, 123° 27′ 36,7″ W                                                                  | Wren                 | |
| 25    | Hayden Bridge                                          | weitere Bilder                                         | 29. Nov. 1979 ID-Nr. 79002034 | Westlich von Alsea 44° 23′ 0″ N, 123° 37′ 47″ W                                                                      | Alsea                | |
| 26    | Helm–Hout House                                        | Helm–Hout House                                        | 6. Juni 1985 ID-Nr. 85001176  | 844 SW 5th St. 44° 33′ 26,2″ N, 123° 16′ 1,8″ W                                                                      | Corvallis            | |
| 27    | Hotel Benton                                           | Hotel Benton                                           | 20. Mai 1982 ID-Nr. 82003719  | 408 SW Monroe Ave. 44° 33′ 52,1″ N, 123° 15′ 44,5″ W                                                                 | Corvallis            | Das Hotelgebäude ist ein besonderes Beispiel für die Italienische Neorenaissance, Architekten: Houghtaling and Dougan in den frühen 1920er Jahren. Die Eröffnung erfolgte 1925. |
| 28    | Hull–Oakes Lumber Company                              | weitere Bilder                                         | 2. Aug. 1996 ID-Nr. 96000869  | 23837 Dawson Rd. 44° 21′ 36″ N, 123° 24′ 36″ W                                                                       | Monroe               | letzte erhaltene Sägemühle in den Vereinigten Staaten. |
| 29    | Independent School                                     | Independent School                                     | 28. Mai 2013 ID-Nr. 13000332  | 25381 SW Airport Avenue 44° 29′ 45,2″ N, 123° 21′ 39,9″ W                                                            | Philomath            | |
| 30    | Irish Bend Covered Bridge No. 14169                    | Irish Bend Covered Bridge No. 14169                    | 27. März 2013 ID-Nr. 13000117 | SW Campus Way Bike Path 44° 33′ 59,5″ N, 123° 18′ 2,9″ W                                                             | Corvallis            | |
| 31    | Richard S. Irwin Barn                                  | weitere Bilder                                         | 7. Juli 1988 ID-Nr. 88000954  | 26208 Finley Refuge Rd. 44° 23′ 56,7″ N, 123° 18′ 14,6″ W                                                            | Corvallis vicinity   | |
| 32    | Julian Hotel                                           | weitere Bilder                                         | 22. März 1984 ID-Nr. 84002933 | 105 SW 2nd St. 44° 33′ 50″ N, 123° 15′ 30″ W                                                                         | Corvallis            | |
| 33    | Charles King House                                     | Charles King House                                     | 1. Juni 1990 ID-Nr. 90000833  | 22930 Harris Rd. 44° 34′ 46,7″ N, 123° 27′ 37,7″ W                                                                   | Philomath (Umgebung) | |
| 34    | Isaac King House and Barn                              | Isaac King House and Barn                              | 29. Okt. 1975 ID-Nr. 75001579 | Nördlich von Philomath, nach der Ausfahrt OR 223 44° 40′ 10″ N, 123° 25′ 37″ W                                       | Kings Valley         | |
| 35    | Lewis G. Kline Building                                | Lewis G. Kline Building                                | 27. Feb. 1986 ID-Nr. 86000293 | 146 SW 2nd St. 44° 33′ 48″ N, 123° 15′ 33″ W                                                                         | Corvallis            | |
| 36    | Lewis G. Kline House                                   | Lewis G. Kline House                                   | 9. Dez. 1981 ID-Nr. 81000475  | 308 NW 8th St. 44° 34′ 5″ N, 123° 15′ 51″ W                                                                          | Corvallis            | |
| 37    | Lewisburg Hall and Warehouse Company Building          | Lewisburg Hall and Warehouse Company Building          | 19. Juni 1991 ID-Nr. 91000804 | 6000 NE Elliott Cir. 44° 37′ 54″ N, 123° 14′ 21″ W                                                                   | Lewisburg            | |
| 38    | Monroe State Bank Building                             | Monroe State Bank Building                             | 26. Feb. 1992 ID-Nr. 92000065 | 190 S. Fifth St. 44° 18′ 51″ N, 123° 17′ 46″ W                                                                       | Monroe               | |
| 39    | North Palestine Baptist Church                         | North Palestine Baptist Church                         | 30. Sep. 2013 ID-Nr. 13000804 | Nähe 7300 NE Arnold Avenue 44° 40′ 15,6″ N, 123° 12′ 49,9″ W                                                         | Adair Village        | |
| 40    | Oregon State University Historic District              | weitere Bilder                                         | 25. Juni 2008 ID-Nr. 08000546 | Monroe und Orchard Ave., 30th St., Washington Wy., Jefferson Ave., 11th St. 44° 33′ 56,4″ N, 123° 16′ 39″ W          | Corvallis            | |
| 41    | Dr. Henry S. Pernot House                              | Dr. Henry S. Pernot House                              | 29. Apr. 1982 ID-Nr. 82003720 | 242 SW 5th St. 44° 33′ 47,6″ N, 123° 15′ 51,2″ W                                                                     | Corvallis            | |
| 42    | Philomath College                                      | Philomath College                                      | 11. Dez. 1972 ID-Nr. 72001078 | Main St. 44° 32′ 30″ N, 123° 22′ 10″ W                                                                               | Philomath            | |
| 43    | Pi Beta Phi Sorority House                             | Pi Beta Phi Sorority House                             | 14. Juni 1982 ID-Nr. 82003721 | 3002 NW Harrison Blvd. 44° 34′ 17,6″ N, 123° 17′ 5,8″ W                                                              | Corvallis            | |
| 44    | Poultry Building and Incubator House                   | Poultry Building and Incubator House                   | 16. Aug. 2006 ID-Nr. 06000725 | 800 SW Washington Ave. 44° 33′ 42″ N, 123° 16′ 5,7″ W                                                                | Corvallis            | |
| 45    | Peter Rickard Farmstead                                | Peter Rickard Farmstead                                | 15. Sep. 1983 ID-Nr. 83002142 | Südwestlich von Corvallis 44° 26′ 53″ N, 123° 21′ 15″ W                                                              | Corvallis (Umgebung) | |
| 46    | Charles L. Schuster House                              | Charles L. Schuster House                              | 9. Okt. 1986 ID-Nr. 86002843  | 228 NW 28th St. 44° 34′ 13,1″ N, 123° 16′ 58,2″ W                                                                    | Corvallis            | |
| 47    | Soap Creek School                                      | weitere Bilder                                         | 19. Juni 1991 ID-Nr. 91000803 | 37465 Soap Creek Rd. 44° 39′ 37″ N, 123° 16′ 42″ W                                                                   | Corvallis (Umgebung) | |
| 48    | Edwin and Anna Starr House                             | Edwin and Anna Starr House                             | 9. Okt. 1986 ID-Nr. 86002840  | 26845 McFarland Rd. 44° 22′ 9″ N, 123° 19′ 11″ W                                                                     | Monroe               | |
| 49    | George Taylor House                                    | George Taylor House                                    | 9. Dez. 1981 ID-Nr. 81000476  | 504 NW 6th St. 44° 34′ 10″ N, 123° 15′ 39″ W                                                                         | Corvallis            | auch: Oliver House |
| 50    | Jack Taylor House                                      | Jack Taylor House                                      | 9. Dez. 1981 ID-Nr. 81000470  | 806 SW 5th St. 44° 33′ 28,2″ N, 123° 16′ 1″ W                                                                        | Corvallis            | |
| 51    | Watson–Price Farmstead                                 | Watson–Price Farmstead                                 | 30. Juni 2005 ID-Nr. 05000638 | 23380 Hoskins Rd. 44° 40′ 22″ N, 123° 26′ 47″ W                                                                      | Kings Valley         | Erbaut 1848 |
| 52    | Charles and Ibby Whiteside House                       | Charles and Ibby Whiteside House                       | 2. Aug. 2007 ID-Nr. 07000774  | 344 SW 7th St. 44° 33′ 45,9″ N, 123° 16′ 0,8″ W                                                                      | Corvallis            | Airplane bungalow (Arts and Crafts Movement), erbaut 1922. |
| 53    | Whiteside Theatre                                      | weitere Bilder                                         | 25. Feb. 2009 ID-Nr. 09000060 | 361 SW Madison Ave. 44° 33′ 49,4″ N, 123° 15′ 43,9″ W                                                                | Corvallis            | |
| 54    | Willamette Community and Grange Hall                   | weitere Bilder                                         | 28. Mai 2009 ID-Nr. 09000359  | 27555 Greenberry Road 44° 27′ 18,4″ N, 123° 16′ 33,4″ W                                                              | Corvallis (Umgebung) | |
| 55    | Willamette Valley and Coast Railroad Depot – Corvallis | Willamette Valley and Coast Railroad Depot – Corvallis | 21. Feb. 1997 ID-Nr. 97000137 | 500 SW 7th St. 44° 33′ 41,2″ N, 123° 16′ 2,9″ W                                                                      | Corvallis            | |
| 56    | James O. Wilson House                                  | James O. Wilson House                                  | 6. Nov. 1980 ID-Nr. 80004546  | 340 SW 5th St. 44° 33′ 44,2″ N, 123° 15′ 53,1″ W                                                                     | Corvallis            | |
| 57    | Elias Woodward House                                   | Elias Woodward House                                   | 11. Aug. 1983 ID-Nr. 83002143 | 442 NW 4th St. 44° 34′ 7″ N, 123° 15′ 32″ W                                                                          | Corvallis            | |